# Fonogram díj az év hazai klasszikus pop-rock albumáért
A Fonogram díj az év hazai klasszikus pop-rock albumáért díjat 2009-ben adták át először ezen a néven. 2014-től nem csak albumokat, hanem hangfelvételeket is jelöltek ebben a kategóriában. 2014-től Fonogram díj az év hazai klasszikus pop-rock albuma vagy hangfelvétele címen adják át.

## Díjazottak és jelöltek
| Év   | Előadó                          | Munka                          | Kiadó                          | Jelöltek | For.        |
| ---- | ------------------------------- | ------------------------------ | ------------------------------ | --- | ----------- |
| 2009 | Zséda                           | Rouge                          | Magneoton                      | - Deák Bill Gyula - Hatvan csapás (Sony BMG) - Dés-Bereményi-Básti-Cserhalmi-Kulka-Udvaros - Férfi és nő (Sony BMG) - NOX - Időntúl (Universal Music) - Rúzsa Magdi - Iránytű (CLS Music) |             |
| 2010 | Back II Black                   | Funkybiotikum                  | Magneoton                      | - Ákos - 40+ (Fehér Sólyom) - Deák Bill Gyula - A király meséi (Sony Music) - Demjén Ferenc - A lelkünk most is vágtat (R&R) - Ismerős Arcok - Lélekvesztő (B.K.L.) | [ 1 ]       |
| 2011 | Ákos                            | A katona imája                 | Fehér Sólyom                   | - Bereczki Zoltán – Álomkép (Universal Music) - Demjén Ferenc – Így fogadj el igazán (R&R Records) - Keresztes Ildikó – Csak játszom (Sony Music) - Tóth Vera – Zene kell nekem (EMI) - Varga Viktor – Lehet zöld az ég..! (Magneoton) |             |
| 2012 | Bródy János                     | Az Illés szekerén              | EMI                            | - Ákos – Arénakoncert 2011 (Fehér Sólyom) - Magna Cum Laude – Belső égés (Magneoton) - Rúzsa Magdi – Magdaléna Rúzsa: Rúzsa Magdi estjének dalai (Magneoton) - Zorán – Körtánc-Kóló (Universal Music) |             |
| 2013 | Odett                           | Hanyatt, homlok, egyenes       | 1G Records                     | - Ákos - 2084 (Fehér Sólyom) - Ismerős Arcok - Kerítést bontok (GrundRecords) - Rúzsa Magdolna - Tizenegy (Magneoton) - Takács Nikolas és a Fool Moon - Music & Soul (Sony Music) - Zséda - Ötödik érzék (Magneoton) | [ 2 ]       |
| 2014 | The Poster Boy                  | Bonjour, c'est Pop deux        | Szerzői kiadás                 | - Ákos - TURNÉ 2084 - koncertfilm (Fehér Sólyom) - ByeAlex - Szörpoholista (Egység Média) - Caramel - Jelenés (Gold Record Music Kft.) - Heincz Gábor (Biga) - Easy Loving (Magneoton) - Hooligans - História (Hear Hungary Music Kft.) - Rúzsa Magdi - Szerelem (Magneoton)                                                                             | [ 3 ]       |
| 2015 | Boggie                          | All Is One Is All              | Tom-Tom Records                | - Ákos - Igazán - EP (Fehér Sólyom) - Hooligans - Társasjáték (Hear Hungary) - Magna Cum Laude - Köszönet (Magneoton) - Rúzsa Magdi - Dalok húrokra és fúvósokra (MTVA) |             |
| 2016 | Turbo                           | Lullabies For Awakening        | Pongo Pongo Collective         | - Ákos - Még egyszer (Fehér Sólyom/Magneoton) - Fehérvári Gábor Alfréd - Mary Joe (Mistral Music) - Kállay-Saunders Band - Delivery Boy (Egység Média) - Magna Cum Laude - Tájról tájra (Magneoton) | [ 4 ] [ 5 ] |
| 2017 | Pajor Tamás Ámen                | Fénykor                        | Szerzői Kiadás                 | - Ákos - Ugyanúgy (Fehér Sólyom) - Bródy János - Ráadás (GrundRecords) - Caramel - Elzárt övezet (Gold Record) - Hooligans - Igaz történet (Hear Hungary) - Ivan & The Parazol - F.É.S.Z.E.K. (Modernial) |             |
| 2018 | Peter Kovary & The Royal Rebels | Halfway Till Morning           | Music Fashion Art & Management | - Caramel - 7 (Gold Record) - Hooligans - 20. Jubileumi Koncertshow (M-Prod Artist Kft.) - Ivan & The Parazol - Serial Killer (Modernial Records) - Little G Weevil - Something Poppin’ (XLNT Records) - Zorán - Aréna 2017 Unplugged (Universal Music Hungary)                                                                                          |             |
| 2019 | Caramel                         | Átutazók                       | Gold Record                    | - Dés László - Az éjféli járat (Tom-Tom Records) - Fish! - Felemás (Gold Record) - Ivan & The Parazol - Nr. 1003 (Modernial Records) - Jetlag - Szállj velem / Égen át / Ami itt történik, itt is marad / Emlékbe (Schubert Music Publishing) |             |
| 2020 | Hobo                            | Hé, Magyar Joe!                | GrundRecords                   | - Ákos - 50 / Kezdhetünk újabb évadot / Idősziget (Magneoton/Fehér Sólyom) - Fekete Jenő - sárarany (kunszt muzik production) - Magna Cum Laude - Gyulai húszfeldolgozó / Piros az alma (M-Prod Artist) - Pápai Joci - Az én apám / Hova tűnt? / Dobd el ami fáj / Te vagy a békém (x Missh) (Origo Produkció) - Sugarloaf - Sputnik (AMP Music Records) |             |
| 2021 | Charlie                         | Mindenen túl                   | Tom-Tom Records                | - Alapi István - The Last Day Of Forever (szerzői kiadás) - Bródy János - Gáz van, babám! (GrundRecords) - Geszti Péter feat. Káté - Noé (Ebizone Records) - Honeybeast - Reggeli napfény / Nyakamon az ünnep / EGO / Túlélő (feat. Caramel) (Gold Record)                                                                                               |             |
| 2022 | Irie Maffia                     | 15 / Volt egy álmom            | Irie Maffia Productions        | - Dánielfy Gergő x Rácz Gergő - Elrontottam (szerzői kiadás) - Fish! - Pozitív (Gold Record) - Freddie - Fúj minket a szél / Mindig itt maradsz / Ezt akartad (Magneoton) - Honeybeast - Éjfél után / Cirkusz (Gold Record) |             |
| 2023 | godfater.                       | 0                              | Tom-Tom Records                | - Balázs Fecó és a Korál - Legszebb dalaink (Tom-Tom Records) - Honeybeast - Ha meghalok (x Palya Bea) / Nem hagylak egyedül (x New Level Empire) / Pánik / Startup / Tele a szívem (x Paulina) (Gold Record) - iLAND - A Sziget (Tom-Tom Records) - Kulka János - Pálmaszív (Magneoton)                                                                 |             |
| 2024 | Zaporozsec                      | L'amour Toujours / Rákkendroll | ko records                     | - Honeybeast - Csupaszív / Póker (Gold Record) - Kiss Kevin - Esőben / Fel nem adhatom / Jennifer / Lányka / Nagyapám / Táncolj Ma (Gold Record) - Rácz Gergő - Miért ne / Céltábla (feat. Orsovai Reni) (SPL Music) - The Pontiac - Otthonról kapott apró dolgaim (GrapefruitMoon Records)                                                              |             |